# 李珣 (宋朝)
李珣（?—?），字公粹，杭州（今浙江省杭州市）人，北宋外戚。宋真宗章懿皇后的侄子。
李珣是李用和第三子。以官荫担任閤门祗候。哥哥李璋为閤门副使，他求官通事舍人，一年后才得到任命。从西上閤门副使，转任均州防御使，知相州时，宋仁宗赐诗、飞白字以表示对表弟的宠信。转任相州观察使，刘从德的儿子刘永年同时被任命，被御史所论，于是告罢。李珣出使契丹国，参与钓鱼会，契丹赏赐他的宝物，他回国上献朝廷。被宋仁宗赐黄金及“李珣忠孝”四个字。宋神宗熙宁年间，任宣州观察使。宋哲宗时，进泰宁军留后、提举万寿观，再知相州，卒年七十四岁。